# Geranium andicola
Geranium andicola är en näveväxtart som beskrevs av Ludwig Eduard Loesener. Geranium andicola ingår i släktet nävor, och familjen näveväxter. Inga underarter finns listade i Catalogue of Life.